# Minice
Minice (deutsch Minitz) ist eine Gemeinde in Tschechien. Sie befindet sich 12 Kilometer nordöstlich von Blatná und gehört zum Okres Písek.

## Geographie

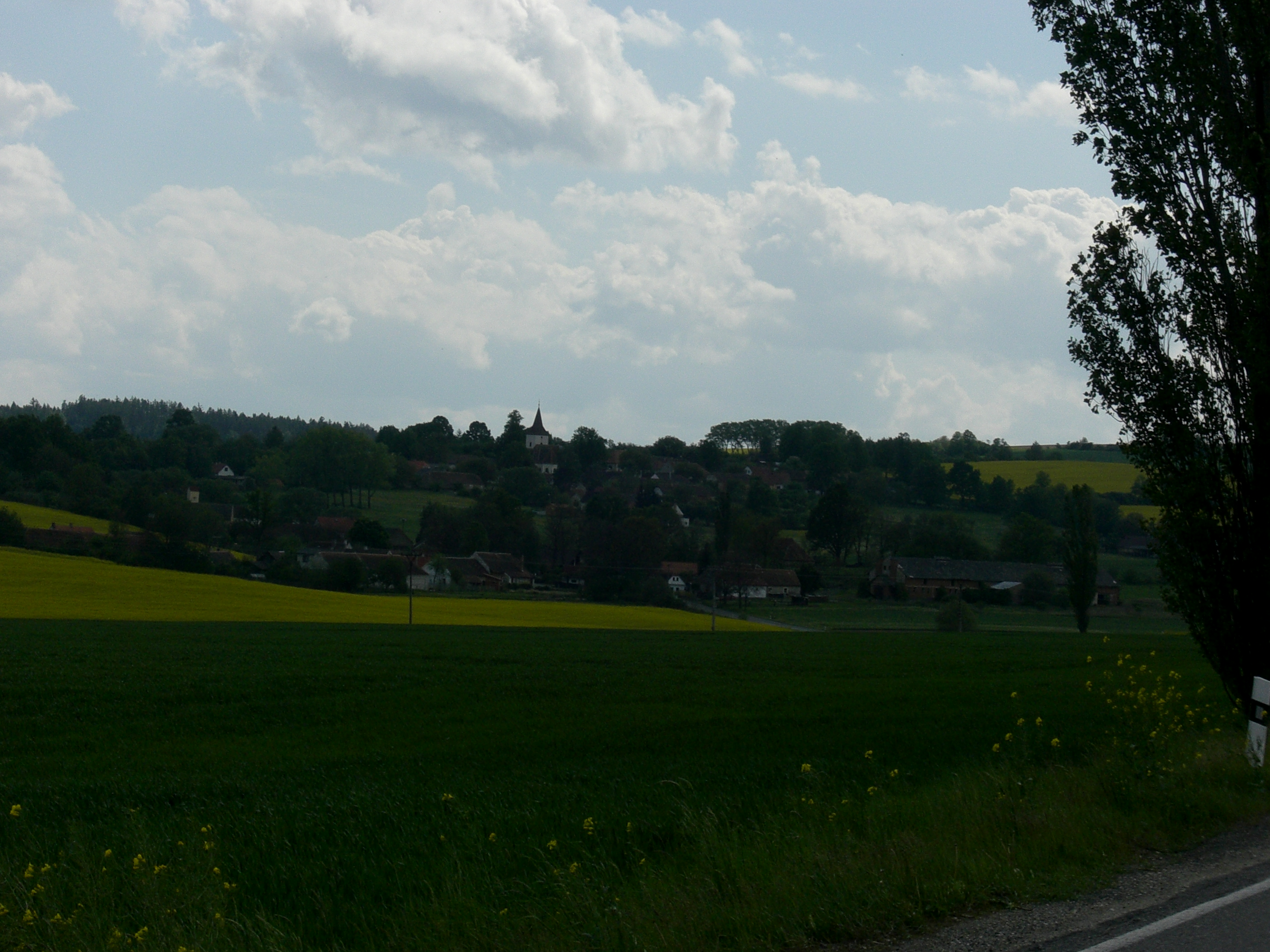
Ortsansicht mit Blick auf Pohoří

Minice liegt im Mittelböhmischen Hügelland und wird vom Baches Minický potok durchflossen. Östlich erhebt sich der Jezvinec (545 m), im Südosten die Hora (522 m), südwestlich der Křemenec (559 m) und im Westen der Háj (542 m).
Nachbarorte sind Sochovice und Plíškovice im Norden, Mirovice, Horosedly und Kakovice im Nordosten, Slavkovice im Osten, Slavkovická Hora im Südosten, Pohoří, Na Krůvku und Chrást im Süden, Svobodka, Ostrov und Uzenice im Südwesten, Uzeničky im Westen sowie Svučice und Mišovice im Nordwesten.

## Geschichte
Die erste schriftliche Erwähnung des zur königlichen Herrschaft Klingenberg gehörigen Dorfes Minice erfolgte im Jahre 1312. Johann von Luxemburg verpfändete Klingenberg 1323 an Peter I. von Rosenberg. 1514 kaufte Christoph von Schwanberg die Herrschaft und vereinigte sie mit Worlik. Im Jahre 1587 ließ Johann Georg von Schwanberg für die Herrschaft Worlik Urbarien anlegen. Im Urbar für Minice sind dabei sieben Huben, eine Schmiede, mehrere Chaluppen und ein Dorfhain ausgeführt. Nach der Schlacht am Weißen Berg wurden die Eggenberger Besitzer der Herrschaft. Nachdem 1717 die Eggenberger im Mannesstamme erloschen, erbte das Haus Schwarzenberg deren Besitzungen. Die niedere Gerichtsbarkeit übete der Schultheiß von Lety aus. Im Jahre 1840 bestand Minitz aus 17 Häusern mit 148 Einwohnern. Pfarrort war Pohoř (Pohoří). Bis zur Mitte des 19. Jahrhunderts blieb das Dorf der Fideikommissherrschaft Worlik samt den Allodialgütern Zalužan, Zbenitz und Bukowan untertänig.
Nach der Aufhebung der Patrimonialherrschaften bildete Minice /Minitz ab 1850 einen Ortsteil der Gemeinde Horosedly in der Bezirkshauptmannschaft Písek und dem Gerichtsbezirk Mirovice. Ab 1877 gehörte Minice zur Gemeinde Kakovice. Seit 1941 bemühte sich Minice erfolglos um die Eigenständigkeit. 1964 erfolgte die Eingemeindung nach Mišovice und zum 1. Jänner 1985 nach Mirovice. Am 24. November 1990 löste sich Minice von Mirovice los und bildete eine eigene Gemeinde. Minice ist seit eh und jeh landwirtschaftlich geprägt.

## Gemeindegliederung
Für die Gemeinde Minice sind keine Ortsteile ausgewiesen.

## Sehenswürdigkeiten
- Bildstock